# Mascolo
Il mascolo è la parte posteriore amovibile degli antichi cannoni a retrocarica. Deriva per similitudine da maschio, perché è quella parte di ogni strumento ed ordigno destinato ad essere inserito nel vuoto di un altro. In pirotecnica moderna è un mortaretto metallico caricato ad avancarica; nella tradizione locale di Genova e del Levante genovese è l'antico mortaletto ligure. Simile a quello ligure è il mascolo utilizzato nella tradizione di Valencia.

## L'antico utilizzo balistico

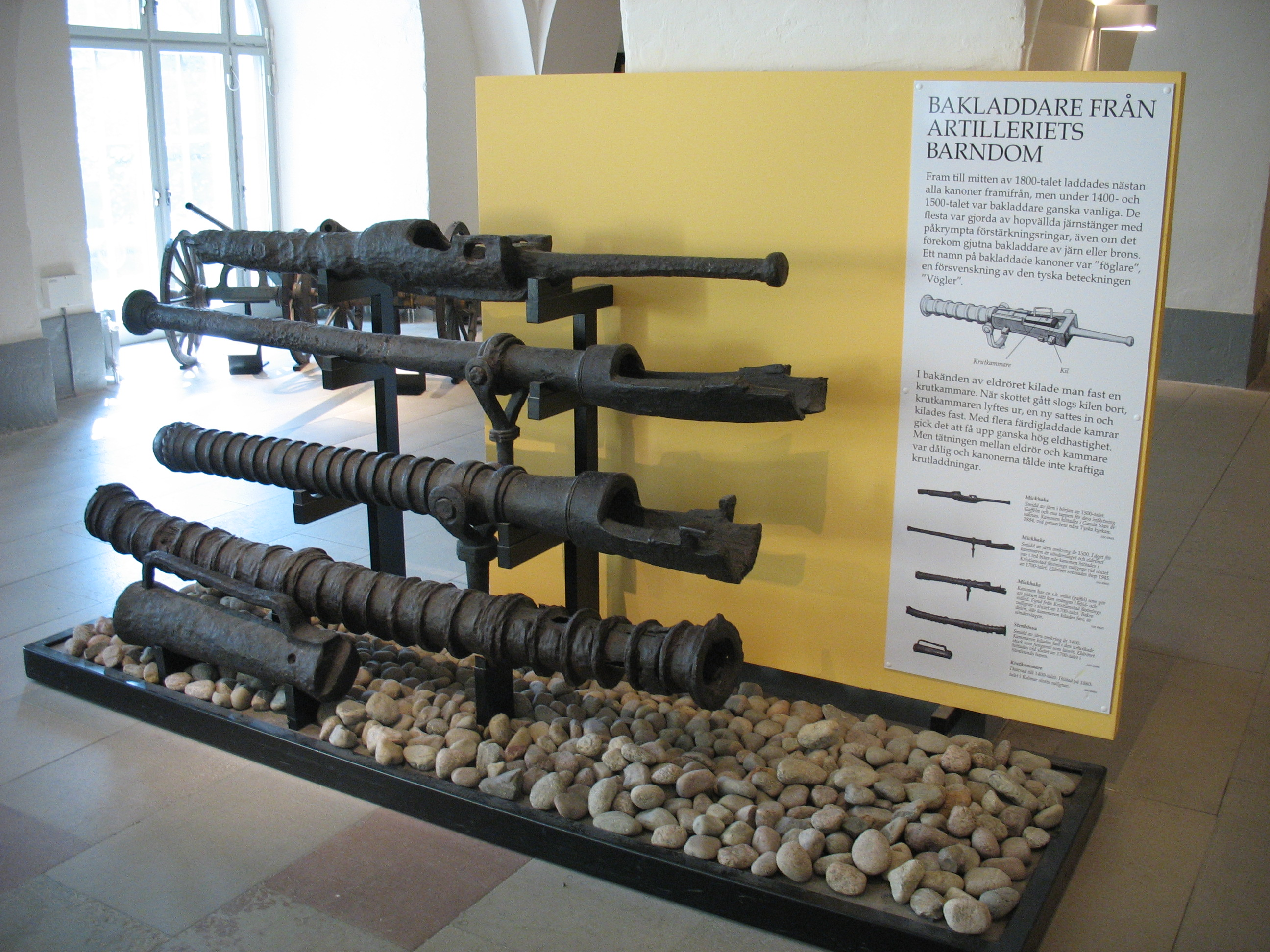
Cannoni a mascolo del XV e XVI secolo. In basso, il mascolo.

In origine il mascolo era la parte posteriore amovibile, comprendente la culatta ed il tratto iniziale della canna (la camera di scoppio ed in alcuni casi un tratto di canna sufficiente ad alloggiare il proiettile), dei primi cannoni a retrocarica, a partire dal XIV secolo. In altri casi il mascolo conteneva solo la carica di lancio, mentre il proiettile (soprattutto quando era di grosse dimensioni) era infilato direttamente nella canna.
Il mascolo veniva caricato secondo la tecnica dell'avancarica e successivamente solidarizzato al cannone, in genere forzandovelo con un cuneo. A tal modo era possibile, pur non avendo a disposizione armi a retrocarica, caricare i cannoni senza dover operare dalla bocca, operazione questa alquanto scomoda se effettuata su cannoni affacciati a feritoie in quanto avrebbe richiesto l'arretramento dell'affusto, il riposizionamento e la conseguente ripetizione da capo delle operazioni di puntamento; inoltre la disponibilità di più mascoli pronti all'uso consentiva di accelerare notevolmente la cadenza di tiro.
Punto debole del cannone a mascolo era il collegamento fra il mascolo e la canna: la tecnologia tardo-medioevale non consentiva di ottenere giunzioni solide ed a perfetta tenuta, ragion per cui all'aumentare della potenza dell'arma aumentava anche l'entità delle perdite per sfiati (con conseguente riduzione della pressione raggiunta nella camera di scoppio), dei malfunzionamenti e degli scoppi accidentali dell'arma.
A conti fatti, una volta perfezionata la tecnologia metallurgica della tornitura e potendo disporre di fonderie efficienti, gli svantaggi del caricamento a mascolo si rivelarono superiori ai vantaggi per cui il sistema cadde in disuso a favore delle armi ad avancarica, fuse in un unico pezzo, più sicure e dalla balistica più efficiente.

## L'utilizzo rituale nel Levante genovese
L'attività descritta nel seguito rientra attualmente in quelle disciplinate dal Testo Unico sulle Leggi di Pubblica sicurezza (T.U.L.P.S.) e da opportune circolari del Ministero dell'Interno.

### L'antico mortaletto ligure

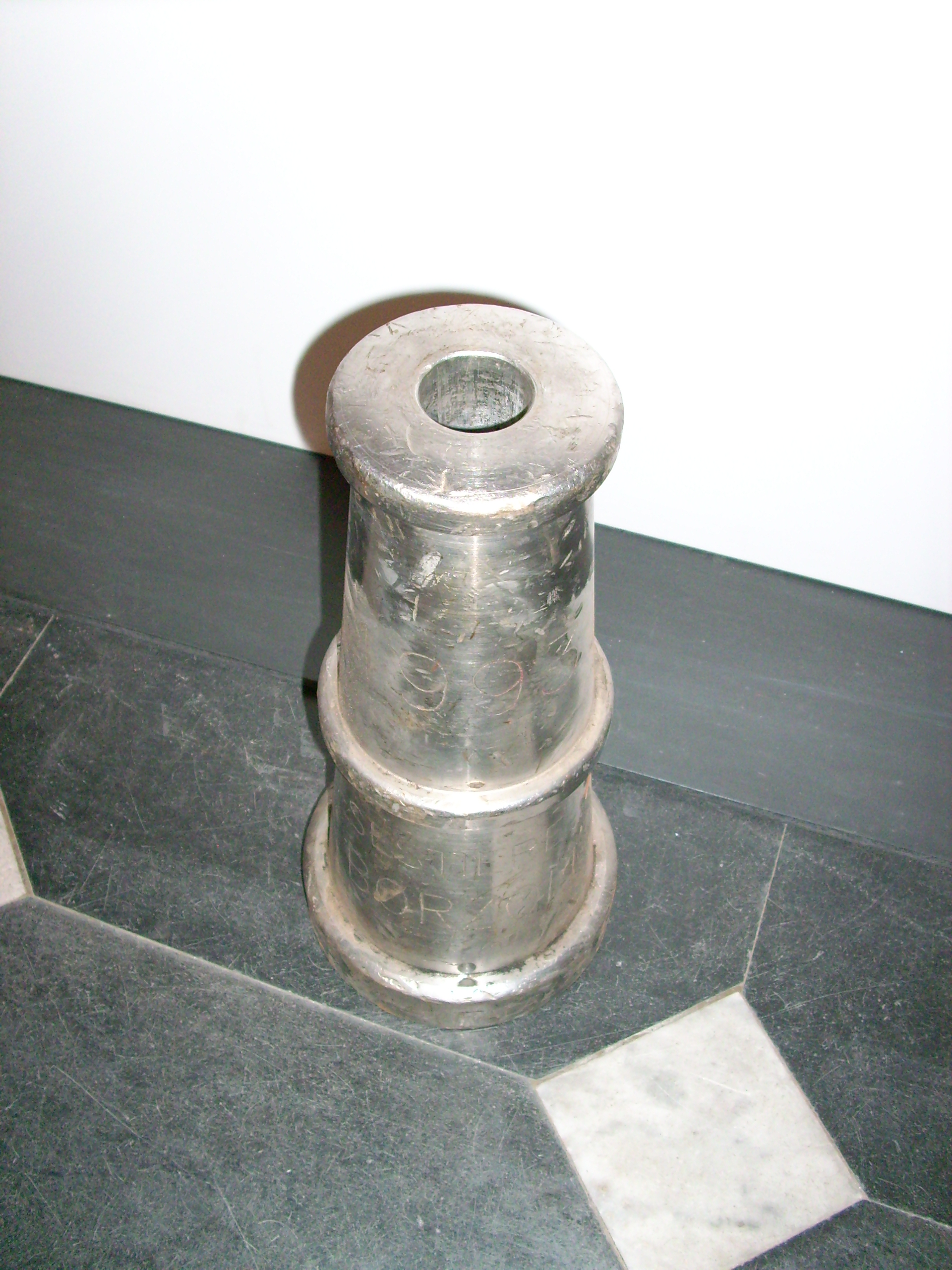
Antico mortaletto usato nelle feste patronali di Rapallo

Il mascolo rituale utilizzato nel Levante genovese ed espressamente realizzato per le sparate è nella sua forma più ricorrente un cilindro metallico svasato alla base, anche se a volte ha forma troncoconica. Pesa circa 1,5–2 kg, è alto circa 12–15 cm, ha un diametro esterno di circa 6–7 cm al fusto e 8–9 cm alla base. Il calibro è ordinariamente compreso fra 1,5 e 2 cm. A circa 1,5 cm dalla base e parallelamente ad essa è praticato il focone ("l'agguggino") dal diametro di qualche mm, usualmente con l'imboccatura conica di base 3–4 mm e profonda circa 2–3 mm.
Il mascolo moderno è prodotto in acciaio in quanto la regolamentazione vigente proibisce l'uso di ghise ed ottoni, che hanno una minore resistenza ai fenomeni di frattura e possono finanche causare l'esplosione dei mascoli con proiezione di frammenti. I mascoli di ghisa subiscono inoltre fenomeni di corrosione importanti (in lingua genovese "camôe") che ne pregiudicano rapidamente la soglia di collasso.
Il moderno mascolo in acciaio può essere prodotto per tornitura o per fusione. Fino a qualche anno addietro l'utilizzo di mascoli di ghisa o di ottone era frequente, questi ultimi più raramente a causa del costo del materiale. Tali erano formati per fusione, avevano dimensioni esterne maggiori di quelli in acciaio, e peso compreso fra i 2 e i 3 kg, pur contenendo lo stesso quantitativo di polvere. Notevoli per estetica sono i mascoli di ghisa realizzati fino alla prima metà del Novecento, ottenuti da stampi le cui forme elaborate presentavano spesso il nome o l'emblema del comitato di appartenenza riportato in rilievo sulla canna.
Più grande del mascolo è il cannone (in alcune località di Levante chiamato bomba), oggetto funzionalmente identico, la cui taglia può andare dal cannoncino (alcuni chilogrammi, per una lunghezza di 20 cm ed un calibro di 2–3 cm) al grande cannone (anche più di 100 kg per 40–50 mm di calibro, ma non mancano esempi di cannoni da 200 e passa chilogrammi, realizzati in genere in onore di importanti avvenimenti o illustri personaggi). I cannoni più grandi potrebbero contenere fino ad alcuni chilogrammi di polvere nera, ma la regolamentazione vigente vi pone severissime limitazioni per motivi di sicurezza; nella pratica attuale l'uso dei cannoni ha scopo prettamente ornamentale, in quanto caricati con quantità irrisorie di polvere rispetto alla mole dei pezzi. Per tale motivo alcuni dei più grossi cannoni sono stati addirittura messi in "disarmo" ed utilizzati per ornamento.
I cannoni in acciaio sono prodotti quasi sempre per tornitura a partire da grossi cilindri; hanno forma usualmente troncoconica e sono decorati da elaborate cerchiature. Riportano in genere, incisa sulla canna o sulla bocca, una dedica col nome del proprietario o del comitato a cui appartengono, o con la data di un evento gioioso quali un battesimo, un matrimonio o un anniversario. I cannoni di ghisa, oggi desueti, erano ancora più eleganti, provenendo da stampi e quindi potendo assumere forme non legate alle simmetrie cilindriche della tornitura.

### Il caricamento e lo sparo dei mascoli
La polvere nera utilizzata per le sparate di mascoli è di due tipi, detti la "lucida" e la "scura". La polvere cosiddetta lucida è venduta allo stato granulare e per essere utilizzata necessita di setacciatura con maglia di circa 2–3 mm. La parte grossolana viene impiegata per il caricamento dei mascoli, la parte fine per la realizzazione della riga (vedi oltre). La polvere cosiddetta scura è commercializzata allo stato pulverulento e viene impiegata come "reffino" ovverosia polvere per innesco. Il reffino può essere prodotto anche per macinazione, con le dovute cautele, della polvere lucida.

#### Caricamento
Il caricamento avviene secondo la seguente sequenza. Per prima cosa il fochino soffia all'interno dell'agguggino per due scopi: per verificare che il mascolo non sia ostruito e per liberare l'interno dalla sporcizia accumulatasi col tempo. Se riscontra che l'agguggino "soffi" poco, potrà pulirlo con un piccolo pezzo di filo di rame (non di ferro in quanto i materiali che producono scintille sono banditi). A questo punto il mascolo viene caricato di polvere nera, a mano o mediante l'utilizzo di un dosatore (tipicamente il bussolotto dei rullini fotografici). Il mascolo moderno contiene circa 15 grammi di polvere granulare (la "lucida"). La canna viene in seguito riempita fino alla bocca con segatura, su cui si impongono, con una mazzetta, i primi due colpi di pestello (in lingua genovese "ciosun", noto anche come "stia"). A tale proposito è doveroso ricordare che, per l'incolumità dei fochini, ciosun e mazzetta debbano essere in materiale antiscintilla. La parte di canna liberata dal rientro della polvere e della prima segatura compattate viene nuovamente riempita con segatura, terra o una miscela delle due, e battuta energicamente ma non troppo per formare il tappo definitivo. Si noti che in passato per formare il tappo si usava finanche il calcinaccio (in genovese "zetto") setacciato. Oggi la vigente regolamentazione prescrive l'uso della sola segatura, al fine creare un tappo sicuramente frantumabile e proiettabile dalla deflagrazione; questo per prevenire due possibili malfunzionamenti: lo sfiato dall'aggugino (si dice che l'agguggino "sciuscia", soffia) che crea un dardo di fiamma in grado di investire le gambe del fochino, ed addirittura il cedimento violento per frattura del mascolo nel caso questo presenti difetti interni notevoli, generabili da un'eccessiva ed incontrollata corrosione, e scarsa tenacità del materiale base (problema tipico di ghise ed ottoni).
L'operazione di caricamento è soggetta a precise disposizioni di sicurezza, così come il trasporto dal sito di caricamento all'area di sparo. È doveroso rammentare infine che è buona norma controllare in principio la qualità della segatura onde scartare quella che presenti inclusioni di materiali estranei, particole metalliche o sassolini, che potrebbero durante la percussione generare rischio di scintille. A tal uopo si utilizza segatura vagliata di segheria.
Il mascolo carico è inoffensivo fintantoché non venga innescato ("aggugginato"). Ciò si ottiene intasando di reffino l'agguggino. Questa operazione si esegue sui mascoli prima di posizionarli nella sparata. Alcuni preferiscono posizionare i mascoli prima di aggugginarli, nel qual caso i mascoli non ancora aggugginati vengono posati con la canna orizzontale e l'agguggino rivolto verso l'alto.

#### Disposizione
La disposizione ("distendere" la sparata) avviene predisponendo un letto di segatura lungo tutta la sparata e largo circa 10–15 cm. Al centro di tale letto viene scavato, facendo scorrere le dita, un piccolo canale profondo circa 1 cm che viene in seguito occupato dalla riga di polvere, depositata a mano o tramite dosatori (corni di rame, bicchieri di carta o mezze bottiglie di plastica). I mascoli aggugginati vengono posizionati in adiacenza alla riga con l'agguggino rivolto verso di essa, ruotato di circa 30º-45º nella direzione di provenienza del fuoco. A tal modo si ottengono alcuni benefici: quando l'agguggino prende fuoco, il soffio che ne scaturisce è diretto all'indietro e non può intaccare ne il fuoco, che nel frattempo ha percorso qualche decimetro in avanti, ne le gambe del fochino col bettone (vedi oltre). Per tale motivo i fochini incaricati del bettone hanno l'uso di percorrere la sparata una volta pronta e controllare la corretta rotazione dei mascoli. In alcune località la possibilità di distendere la sparata su superfici pavimentate rende superflua la riga di segatura.
Per maggior sicurezza la deposizione della polvere è l'ultima operazione compiuta, a mascoli già aggugginati e disposti in riga, qualche minuto prima dell'accensione. Inoltre è buona norma segmentare la riga depositando la polvere in tratti fra loro separati da almeno un metro, ed uniti solo all'ultimo.

#### Sparata
La sparata, nella sua forma usuale, si compone di due parti principali: la riga ed il brandä.
La riga è una successione ordinata di mascoli, collegati sequenzialmente da una striscia di polvere nera (la riga in senso stretto) che con la sua combustione porta il fuoco ai mascoli realizzando un cadenzamento ritmico. Spesso è inframmezzata da cannoni, riondini (gruppi di mascoli) ed effetti pirotecnici vari. Il cadenzamento ritmico si ottiene con un distanziamento uniforme dei mascoli, inteso non già nel senso geometrico stretto ma con riferimento all'intervallo temporale fra lo scoppio un mascolo ed il successivo. Si va da un minimo di 20–25 cm nei tratti di riga orientati controvento, a più di 60–80 cm nei tratti a favor di vento, con tutti i possibili casi intermedi. Il corretto distanziamento è un'operazione che richiede necessariamente esperienza del luogo in cui si tiene la sparata, in quanto l'effetto del flusso d'aria sulla sparata è influenzato da una miriade di fattori (velocità media e variabilità dell'intensità del vento, variabilità nella direzione di provenienza, presenza di muri ed altri corpi schermanti, irregolarità e scabrezza del terreno, effetti vorticosi locali...). Inoltre in alcuni posti non esiste una direzione dominante del vento, per cui la riga viene distesa in presenza di un'aleatorietà di fondo sul suo comportamento. Esistono poi tanti stili di sparata (rapida, lenta, in progressione, casuale...) quanti sono i fochini.
Il brandä (noto anche come riondino, ramadan, panegirico...) costituisce il finale della sparata. Nella sua forma classica è una disposizione di mascoli realizzata a triangolo isoscele allungato, in cui le due righe esterne, i lati del triangolo, vengono progressivamente affiancate da nuove righe all'interno man mano che si procede verso la base ed il triangolo si allarga. Il brandä attacca al vertice e brucia generando un fragoroso crescendo, che si conclude con il gratïn, la base del triangolo in cui i mascoli sono disposti a file serrate. Chiude lo spettacolo lo scoppio di tre o più cannoni di grandi dimensioni disposti in riga a seguire o, se questo non fosse possibile, allineati in posizione decentrata (nel qual caso vengono accesi da un fochino col bettone -vedi avanti- non appena il gratïn termina).

#### Bettone
Onta e disonore dei fochini è lo spegnimento del fuoco prima dell'ultimo cannone. Per fronteggiare questa infausta eventualità si ricorre al bettone: un bastone di legno lungo circa 1,50 m recante alla sua estremità una sfera di ghisa (o più raramente di acciaio o ottone) del diametro di circa 10 cm. La sfera viene arroventata e portata al calor rosso su un fuoco di legna protetto acceso a qualche decina di metri dalla sparata, dopo di che il bastone viene impugnato da un fochino che ha l'incarico di precedere la fiamma ed essere pronto a toccare lestamente la striscia di polvere in un punto successivo a quello in cui si sia eventualmente smorzata. L'uso del bettone è molto più sicuro dell'uso di qualunque dispositivo a fiamma in quanto non emette scintille e richiede, per dar fuoco alla polvere, che il contatto si prolunghi stabilmente per almeno alcuni secondi, evitando di infiammare la riga al solo contatto accidentale.
L'accompagnamento della sparata col bettone comporta che il fochino debba camminare in prossimità della riga in fiamme e dei mascoli che scoppiano. Per tale motivo portare il bettone in sicurezza richiede l'osservanza di alcuni principi elementari del buon senso, al fine di non ritrovarsi "strinati" (affetti da ferite lacero-contuse ed ustioni). L'abbigliamento del fochino responsabile comprende abiti pesanti, occhiali di protezione, elmetto e scarponi antinfortunistici. È posta particolare attenzione alla protezione dei polpacci e caviglie da eventuali "soffi" di aguggini erroneamente direzionati. Inoltre, nonostante possa sembrare a prima vista strano, è preferibile mantenersi quanto più vicino possibile al fuoco, poiché le traiettorie degli eventuali frammenti proiettati dal rinculo dei mascoli partono con un alzo non superiore ai 30º, ricadendo a circa 4-5 metri di distanza. Per tale motivo le sparate distese nel greto dei torrenti arginati sono più sicure di quelle a livello della via, nei confronti della proiezione di frammenti. Il problema non si pone dove le sparate hanno la possibilità di percorrere terreni asfaltati, o comunque rivestiti di una pavimentazione resistente al rinculo. Generalmente nelle sparate di lunghezza media e grande il compito di portare il bettone è affidato a più fochini, ognuno con un bettone appena estratto dal fuoco (la sfera di ghisa fa relativamente presto a perdere il calore rosso superficiale e diventare inefficace), che si danno il cambio in una staffetta. Inutile dire che portare il bettone è considerato un grande onore e segno distintivo di virilità.